# Matthew Little
Matthew Little (2 januari 1986) is een Australische Australian footballer. Mij speelde in 2007 voor de Hawthorn Football Club in de Australian Football League. Na een wedstrijd stopte Little bij Hawthorn. In 2010 won hij de Frosty Miller Medal. Nu speelt Little bij de Bendigo Football Club in de Victorian Football League.
Aan het eind van 2010 had Little 213 goals gemaakt in het VFL, 178 met Williamstown en 35 met Box Hill. Hij maakte 84 doelpunten  in het seizoen 2010.